# Mołodawo Tretie
Mołodawo Tretie (ukr. Молодаво Третє) – wieś na Ukrainie, w obwodzie rówieńskim, w rejonie dubieńskim. W 2001 roku liczyła 431 mieszkańców.